# Месть киберлюдей
Месть киберлюдей (англ. Revenge of the Cybermen) — пятая и последняя серия двенадцатого сезона британского научно-фантастического телесериала «Доктор Кто», состоящая из четырёх эпизодов, которые были показаны в период с 19 апреля по 10 мая 1975 года.

## Сюжет
После телепортации на Нерву со Скаро Сара замечает, что ТАРДИС отсутствует, но Доктор говорит, что нужно её просто подождать. Но оказывается, что по всей станции из-за странной эпидемии валяются трупы. Сама станция находится на тридцатилетнем дежурстве у нового астероида Вога, пока его не нанесут на все карты. Из экипажа остались только командир Стивенсон, офицер Лестер, Уорнер и профессор Келлман, планетарный геодезист.
Доктор догадывается, что это та же станция, но тысячами лет раньше прежде, чем солнечные вспышки выжгли Землю. Вскоре путешественники замечают кибермата.
Келлман рассказывает, что Вога пролетела через Солнечную Систему полвека лет назад и стала спутником Юпитера. Он просит не спускаться на него, говоря, что он необитаем. Тем временем, путешественники активируют сигнализацию, тем самым раскрыв своё присутствие команде.
В комнате связи кибермат кусает Уорнера, и тот падает с симптомами болезни, а Келлман тем временем уничтожает записи. Вскоре туда приходит Доктор со спутниками, где их находят оставшиеся члены команды.
Доктор лжет, что они — медицинская команда с Земли, и дает Гарри осмотреть Уорнера. Перенеся его в комнату, Доктор узнает о Воге, золотой планете, и догадывается, что здесь не обошлось без киберлюдей. Слышавший все это Келлман вызывает Кибер-Лидера, чей корабль выдвигается к Нерве.
После осмотра уже мертвого Уорнера оказывается, что всех людей на корабле отравили. Обследовав комнату Келлмана, он находит в ней немного золота и коммуникатор. Тем временем Сару кусает кибермат, подоспевший Доктор убивает его золотой пылью, но девушка уже больна. Гарри несет её в трансмат, сломанный Келлманом, и Доктору удается отправить их на Вогу, что излечивает Сару, но они оба попадают в плен к воганам и предстают перед главным стражем шахт Ворусом. Того вызывает канцлер Тайрум, который снимает его с должности за раскрытие их планеты пришельцам и вводит в шахты милицию, от чего Ворус приходит в ярость. Гарри и Сару кидают в пещеру на цепь, откуда они сбегают и, преследуемые стражами, попадают в руки милиции. Они предстают перед Тайрумом и объясняют, что хотят найти ТАРДИС.
Доктор чинит трансмат, но не может телепортировать Гарри и Сару обратно. Вскоре к станции пристыковываются киберлюди и оглушают все команду. Они отправляют Доктора, Стивенсона и Лестера с бомбами, которые взрываются, если их снять не вовремя, в сопровождении двух киберлюдей к центру Воги. Келлман отправляется вперед, чтобы проверить трансмат, и пытается предупредить воганов об опасности. Тем временем милиция задерживает киберлюдей в перестрелке, и Доктор, Лестер и Стивенсон уходят вперед. Но всех атакующих убивают.
Воганы нацеливают ракету на станцию. Сара телепортируется на станцию, чтобы предупредить Доктора об опасности, и слышит, что радар, отслеживающий пленников с бомбами, не действует из-за слоя золота. Гарри и Келлман отправляются в шахту, и первый случайно вызывает обвал, который убивает Келлмана, после чего обрушивается на Доктора. Очнувшись, тот отправляет Стивенсона вперед, а сам вместе с Лестером и Гарри берет золото и атакуют киберлюдей, но атака не удается, и Лестер взрывает свою бомбу вместе с собой и киберлюдьми. Сигнал теряется, и Доктор разряжает детонатор. Киберлюди теперь собираются нагрузить Нерву бомбами, эвакуироваться, и направить станцию вместе с Сарой на таран Воги, что её уничтожит. Доктор просит пятнадцать минут отсрочки запуска ракеты и отправляется на станцию с мешочком золотой пыли. На станции он ловит кибермата, заряжает его золотой пылью и убивает им кибермата. Тем временем Ворус пытается запустить ракету, Тайрум его убивает, но тот все равно успевает её запустить.
Вскоре киберлюди ловят и связывают Доктора и Сару и улетают. Доктор развязывается и просит воганов перенаправить ракету на корабль киберкорабль. Ракета взрывает корабль, а Доктору удается развернуть Нерву и отправить её в открытый космос.
Появляется Гарри, материализуется ТАРДИС, и Доктор с командой в спешке отбывают: пришла срочная телеграмма от Бригадира Летбридж-Стюарта.

## Трансляции и отзывы
| Эпизод            | Дата показа    | Продолжительность | Телезрители (в миллионах) |
| ----------------- | -------------- | ----------------- | ------------------------- |
| «Часть 1»         | 19 апреля 1975 | 24:19             | 9,5                       |
| «Часть 2»         | 26 апреля 1975 | 24:24             | 8,3                       |
| «Часть 3»         | 3 мая 1975     | 24:32             | 8,9                       |
| «Часть 4»         | 10 мая 1975    | 23:21             | 9,4                       |
| [ 1 ] [ 2 ] [ 3 ] |                |                   |                           |